# Acontia micrastis
Acontia micrastis is een vlinder uit de familie van de uilen (Noctuidae). De wetenschappelijke naam van de soort is voor het eerst geldig gepubliceerd in 1903 door Oswald Beltram Lower.